# 陳爌
陳爌（？—？），字去炫，號公朗，河南河南府孟津縣人，清初政治人物。陳惟芝次子。

## 生平
明崇禎十五年（1642年），陳爌以監生中式壬午科順天鄉試第十二名舉人。清順治三年（1646年），清廷首開春闈，陳爌登二甲第二名進士。隨即選庶吉士，散館授編修，順治五年，任浙江鄉試考試官。順治九年，任內翰林秘書院侍讀。順治十年，再升內翰林秘書院侍講學士、內翰林弘文院侍讀學士。順治十一年，任詹事府少詹事；順治十二年，任詹事府詹事，兼內翰林秘書院侍讀學士、殿試讀卷官。順治十三年，任山東右布政使。順治十四年，任陝西左布政使。

## 其他
与弘文院学士王鐸、弘文院侍讀學士王無咎父子交友，且与王無咎进士同榜。順治七年（1650年），与王鐸共同作跋于宋代米友仁《云山图》卷（1130，现藏美国俄亥俄州克利夫兰美术馆），该画卷时由王鐸的亲家、正红旗汉军、弘文院侍讀學士曹爾素收藏（曹爾素後代有同治十三年（1874年）甲戌科進士保昌）。